# Apertura (mollusken)

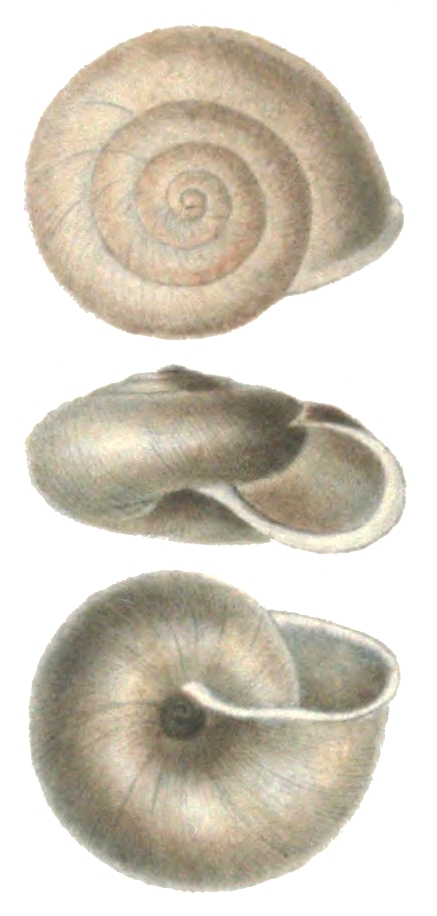
Drie verschillende standen van de schelp van de landslakkensoort Norelona pyrenaica met in het midden de schelp met de mondopening naar voren gericht.

De apertura (enkelvoud) of mondopening is de opening in de schelp van bepaalde weekdieren waardoor het lichaam van het dier gedeeltelijk naar buiten kan komen voor de voortbeweging, voeding, etc. De term is in gebruik bij de slakken, bij inktvissen met een uitwendige schelp zoals nautilussen en de ammonieten en bij de stoottanden. De schelp van de stoottanden is buisvormig en heeft daardoor ook twee openingen die de anterieure en de posterieure apertura worden genoemd. Van deze is de posterieure apertura de kleinste. Bij alle andere weekdiergroepen, waaronder de keverslakken en de tweekleppigen is er geen apertura.

## Slakken
Standaard wordt bij de beschrijving van een slakkenhuis de rand van de mondopening in drie gebieden onderverdeeld (Zie ook de afbeelding):
- De pariëtale zijde: het gebied dat grenst aan de voorlaatste winding (A-B)
- De columellaire zijde: de zijde die zich bij de columella bevindt (B-C)
- De palatale zijde: de vrije buitenste schelpwand van de laatste winding, ook wel peristoom genoemd (A-D-C). Hierbij wordt soms ook nog onderscheid gemaakt tussen het basale gedeelte (C-D) en de palatale zijde in strikte zin (A-D).

De apertura is bij de meeste slakkensoorten min of meer rond, elliptisch of ovaal. Er bestaan daarnaast nog vele andere vormen. De vorm komt meestal overeen met de doorsnede van de laatste winding van het slakkenhuis en groeit meestal gelijk op met de grootte van het slakkenhuis. De rand van de mondopening wordt mondrand genoemd. De groei van de mondopening vindt niet continu plaats maar in stapjes. Elke keer als er nieuwe kalk aan de mondrand wordt afgezet is dat op de schelpwand zichtbaar als een groeilijn. Oude groeilijnen op de schelp verlopen daarom altijd parallel aan de mondrand: het zijn vroegere mondranden.
De mondrand kan even dik zijn als de rest van de schelpwand maar kan ook ter versteviging verdikt zijn. De verdikking kan zowel aan de binnen- als aan de buitenkant parallel aan, op enige afstand van, of op de mondrand verlopen, het kan ook aan beide kanten zijn. Meestal worden verdikte mondranden periodiek aangelegd maar bij veel soorten gebeurt het eenmalig namelijk als het dier het volwassen stadium bereikt heeft. In het laatste geval is er dus slechts één verdikte mondrand, de laatste die op volwassenheid duidt, maar periodiek aangelegde mondranden kunnen als een parallel aan de mondrand verlopende ribbel op de schelp achterblijven als de groei weer op de normale dikte doorgaat. Dergelijke achtergebleven verdikte mondranden worden varices (enkelvoud: varix) genoemd. Vaak worden dergelijke varices jaarlijks aangemaakt maar dat verschilt per soort. Naast een simpele verdikking die min of meer gelijkmatig langs de hele mondrand plaatsvindt kunnen op de mondrand ook plaatselijke verdikkingen en uitstulpingen zoals knobbels, tanden en lijsten voorkomen. Dergelijke constructies worden door sommige soorten ook op de spil of columella en op het in de mondopening gelegen deel van de vorige winding voorkomen en alles bij elkaar wordt dit ook wel de mondbewapening genoemd. Een mondbewapening verstevigt vaak de mondrand en maakt de toegang kleiner en moeilijker toegankelijk voor predators. De verschillen in de mondbewapening tussen soorten vormen bij veel groepen slakken een belangrijk determinatiekenmerk. Bij veel groepen heeft de mondbewapening zich in een evolutionaire bewapeningswedloop met een specifieke predator ontwikkeld en kan daardoor zeer ingewikkeld geworden zijn.
De mondrand kan zonder onderbreking doorlopen. Zo'n mondrand wordt continu genoemd ('De mondrand verloopt (of is) continu'). Dit is het geval bij Valvata piscinalis. Vaak is de mondrand echter onderbroken of discontinu. Dan is de mondrand duidelijk zichtbaar vanaf de bovenste aanleg tegen de vorige winding tot ergens onderaan als de rand zich bij de columella voegt. In het tussenliggende deel is de mondrand vaak afwezig of zo dun ontwikkeld waardoor die niet meer als mondrand herkenbaar is. Het tussenliggende deel wordt gevormd door de wand van de vorige winding (de pariëtale zijde). Dit deel wordt de binnenlip genoemd. Als dit meer geprononceerd is en dikker is aangezet dan wordt gesproken over eelt of callus. De callus is vaak zeer glad en glanzend door het ontbreken van elke oppervlaktestructuur. De callus kan dun maar ook heel dik zijn aangelegd, dat verschilt per soort. Het kan ook tot ver buiten de mondopening reiken waardoor een groot deel van de pariëtale zijde calleus is. Een soort met een onderbroken mondrand is Buccinum undatum.
Behalve door verdikkingen en uitstulpingen kan de mondrand ook door inkepingen onderbroken worden. Bij veel groepen slakken zoals Buccinum undatum loopt de mondrand aan de onderzijde van de schelp uit in een soort goot. Dit wordt een kanaal genoemd. Omdat veel dieren dergelijke kanalen gebruiken ter bescherming van hun ademhalingsbuis of sifo, wordt dit ook sifonaal kanaal genoemd. Dergelijke sifonale kanalen zijn meestal half open. Er zijn soorten die meer dan een kanaal hebben en er zijn ook soorten waarbij het sifonaal kanaal tot een buis is dichtgegroeid. Ten slotte zijn er ook soorten waarbij het kanaal niet meer deze functie heeft en volledig is dichtgegroeid.
Bij bepaalde groepen slakken kan de mondopening met een soort dekseltje worden afgesloten. Vooral bij slakken die met kieuwen ademen, zoals Viviparus contectus, is dat het geval. Zij hebben een apart op het lichaam vastzittend schelpdeel, het operculum dat als het dier zich helemaal in het slakkenhuis heeft teruggetrokken de opening afsluit. Er zijn ook longslakken die een mogelijkheid hebben de mondopening af te sluiten. Bij de landslakkengroep van de clausilia's heeft een van de spiraallijsten die zich rond de centrale spil van de schelp bevinden zich tot een afsluitapparaat ontwikkeld, het clausilium. Het clausilium zit met een kalkig steeltje vast aan de spil van het slakkenhuis en niet aan het dier zoals dat bij het operculum het geval is. De functionele betekenis van dergelijke afsluitende schelpdelen is meestal gelegen in de verdediging tegen predatie en daarnaast tegen uitdroging bij landdieren.
Sommige groepen slakken hebben kleinere extra openingen in de schelp. Dat is het geval bij Diodora apertura (en verwanten) waar een centrale opening op de top van de schelp, het oriffice, aanwezig is en bij de Haliotidae waar de ademhalingsopeningen in de schelp eveneens orifices genoemd worden.

## Mondbewapening

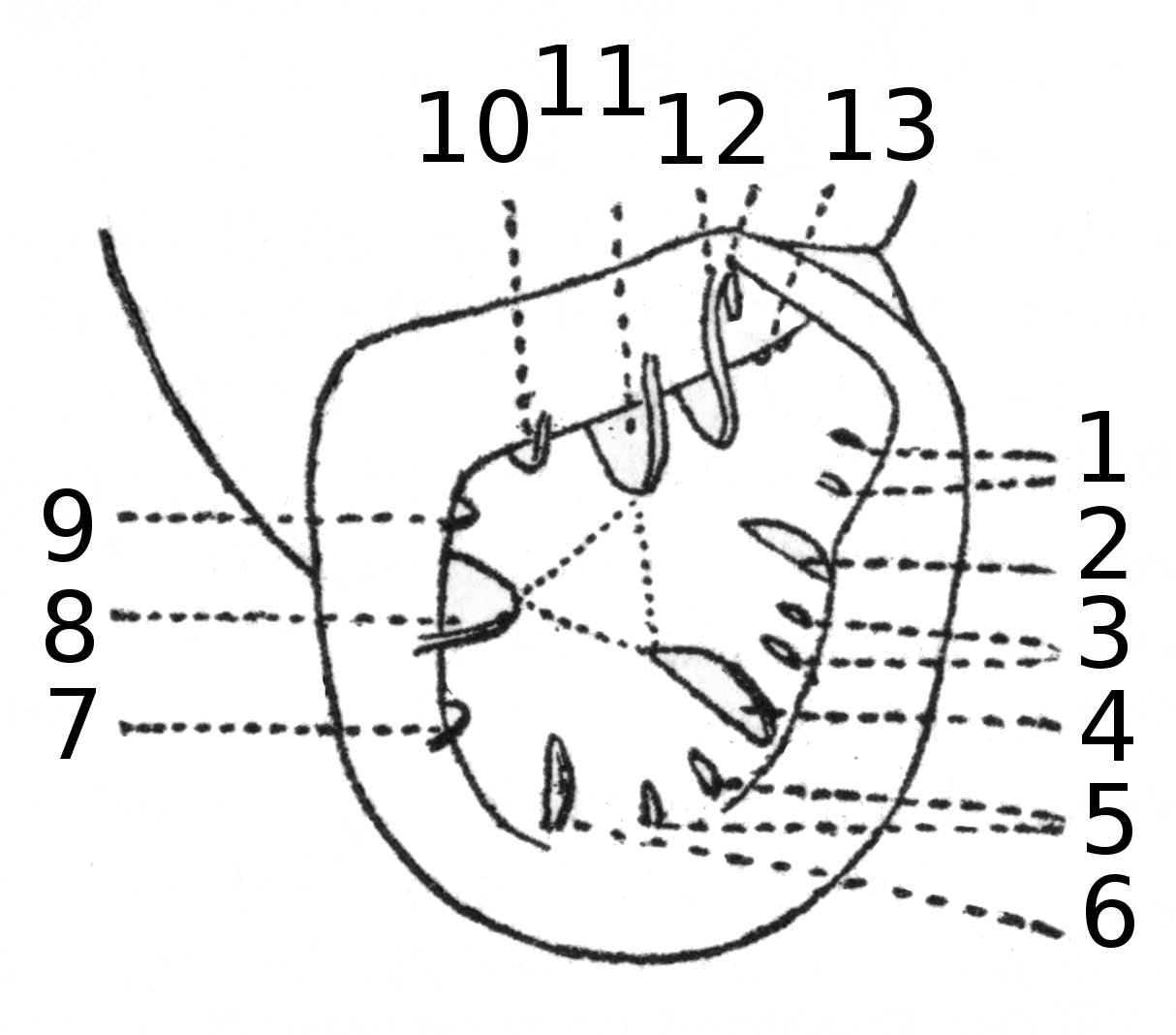
Schematische tekening van een mondopening van een landslakkenhuis uit de Pupillacea met de gebruikelijke terminologie voor de mondbewapening.

Vele groepen gastropoden hebben een specifieke mondbewapening en voor een aantal groepen (vooral landslakken) bestaat een speciale naamgeving voor de verschillende onderdelen. Helaas zijn er verschillende systemen van benamingen in gebruik. Twee voorbeelden van veel gebruikte systemen worden hier gegeven. De systemen zijn noodzakelijkerwijs globaal en er is geprobeerd om elk onderdeel een naam te geven. In de groepen waarop deze systemen van toepassing zijn komt daarom niet elk onderdeel bij elke soort voor. Het omgekeerde is ook waar: niet elk knobbeltje of tandje is met deze systemen te benoemen. Het gaat in beide gevallen echter om uitzonderingen. Ten slotte kunnen onderdelen die in het systeem apart benoemd zijn bij bepaalde soorten of groepen van soorten met elkaar vergroeid zijn.
Bij de Pupillacea is het volgende systeem in gebruik:
| Plooien of plicae 1. suprapalataal 2. bovenste palataal 3. interpalataal 4. onderste palataal 5. infrapalataal 6. basaal | Lamellen of lamellae 1. infracolumellair 2. columellair 3. supracolumellair 4. infrapariëtaal 5. pariëtaal 6. angularis met een tweede angularis 7. parallaar |

## Variabiliteit

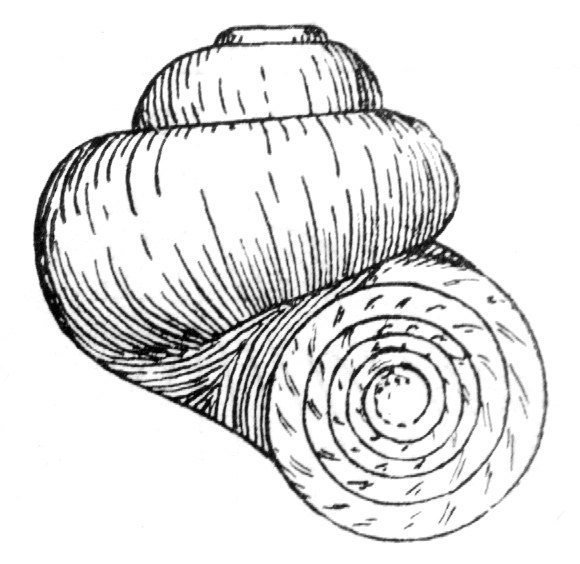
Valvata piscinalis heeft een ronde mondopening en een (bijna) continu verlopende onverdikte mondrand. Let op het multispiraal opgebouwde hoornige operculum in de mondopening.
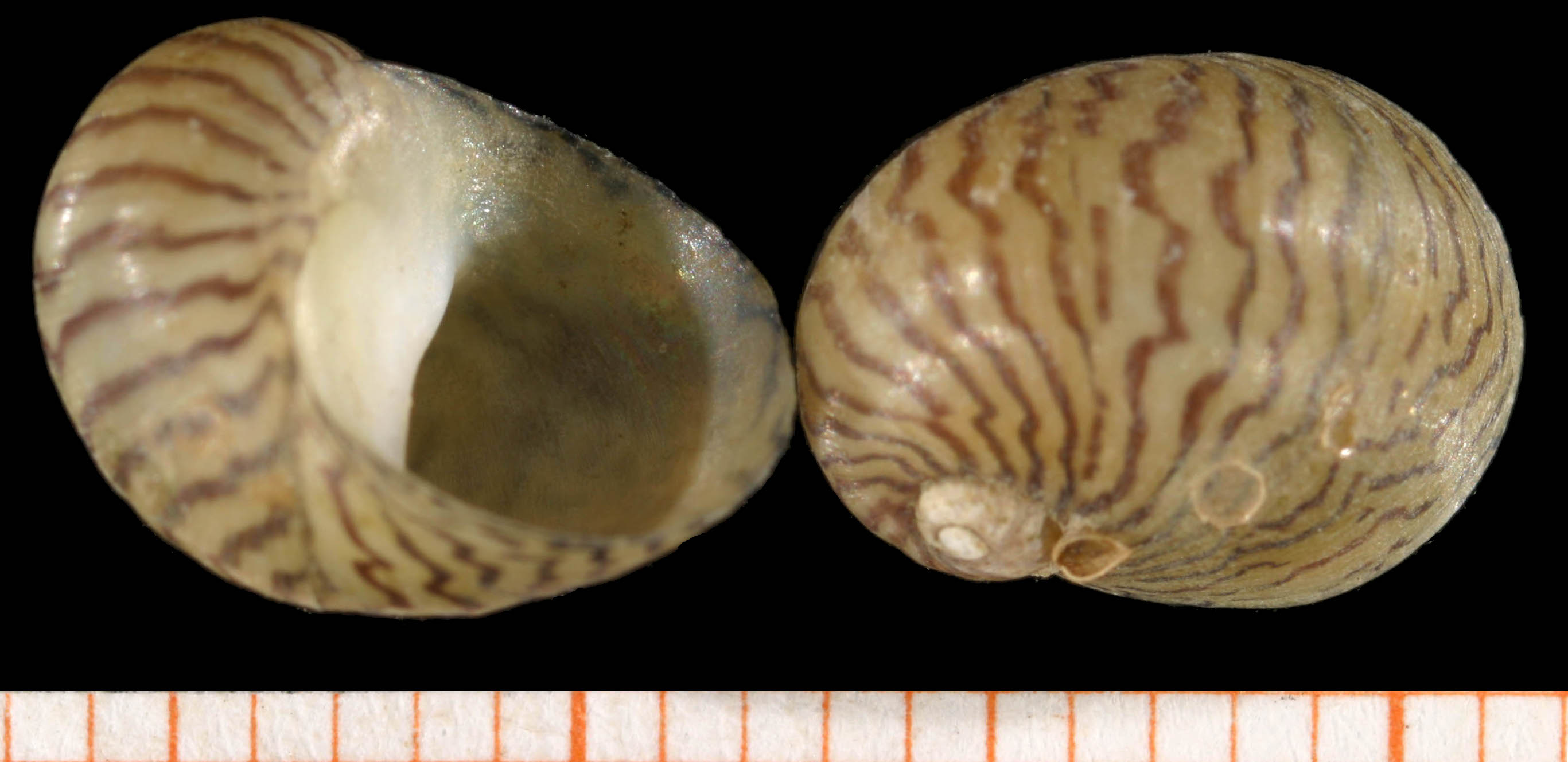
Theodoxus danubialis heeft een halfronde mondopening met een onderbroken onverdikte mondrand.
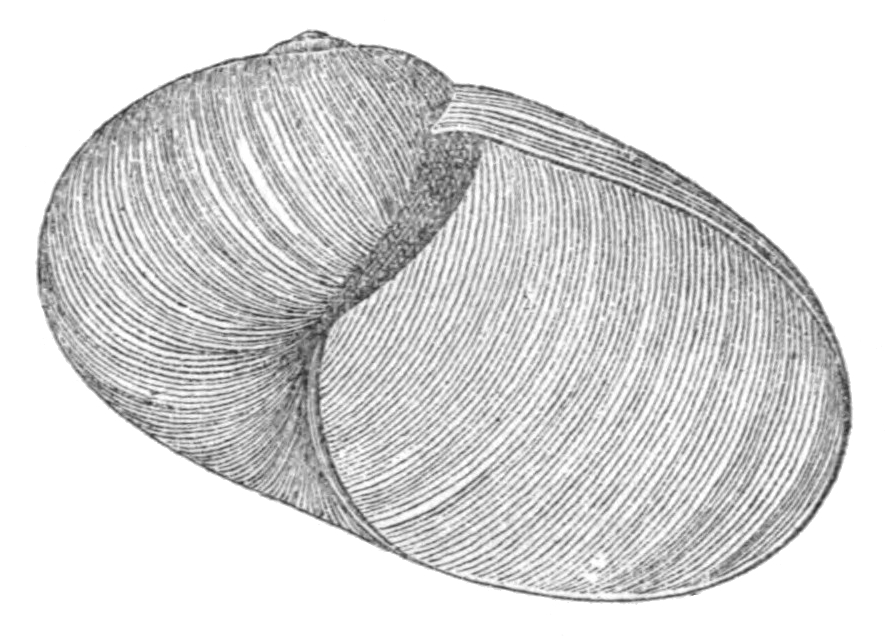
Indrella ampulla heeft een ovale mondopening met een onderbroken onverdikte mondrand.
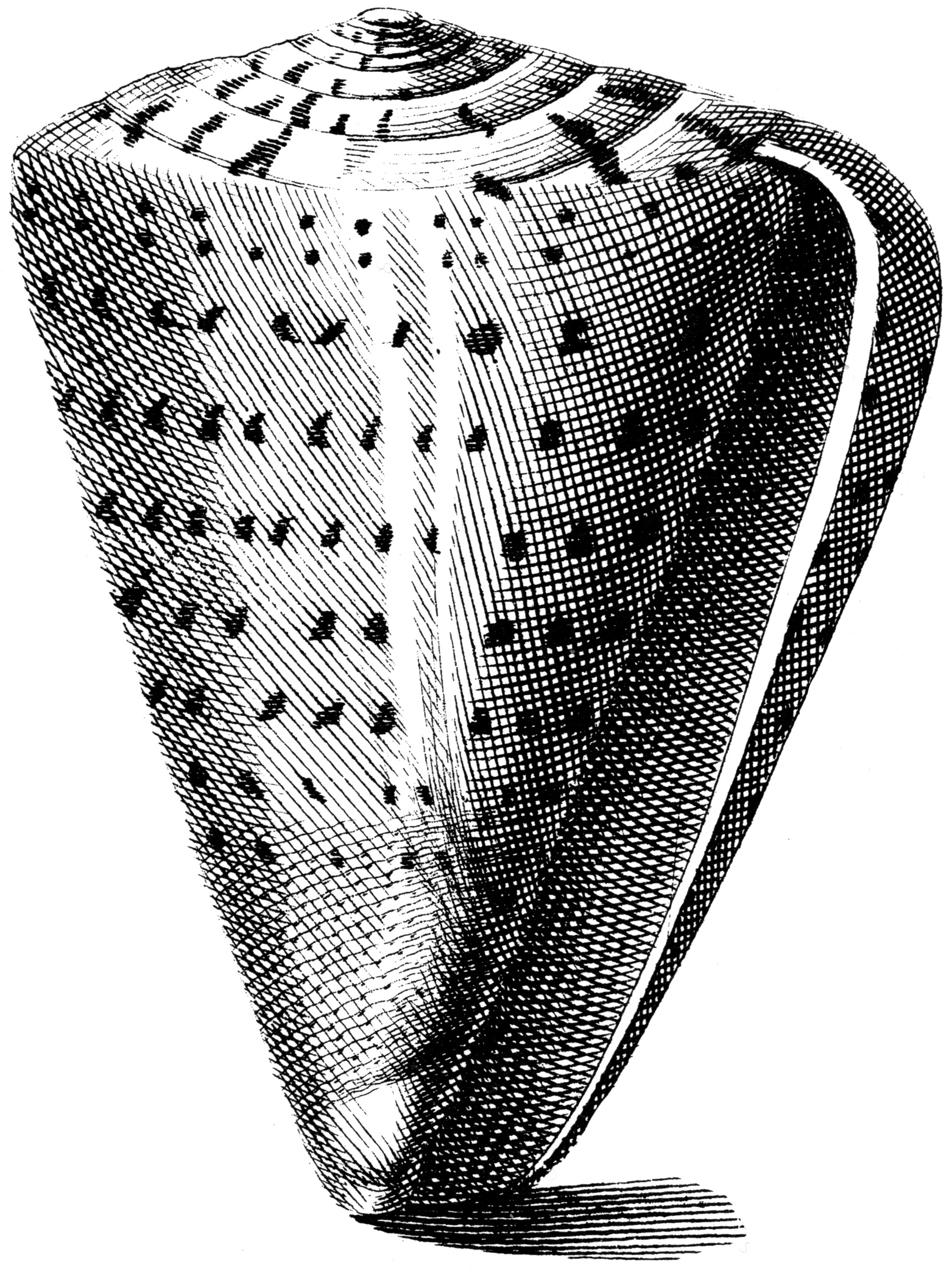
Conus betulinus heeft een smalle langwerpige mondopening met een onderbroken onverdikte mondrand en een kort sifonaal kanaal.
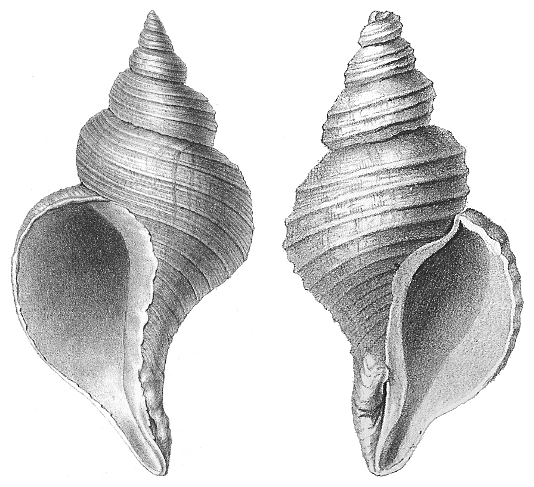
Twee Neptuneasoorten met een onderbroken onverdikte mondrand en een lang sifonaal kanaal.
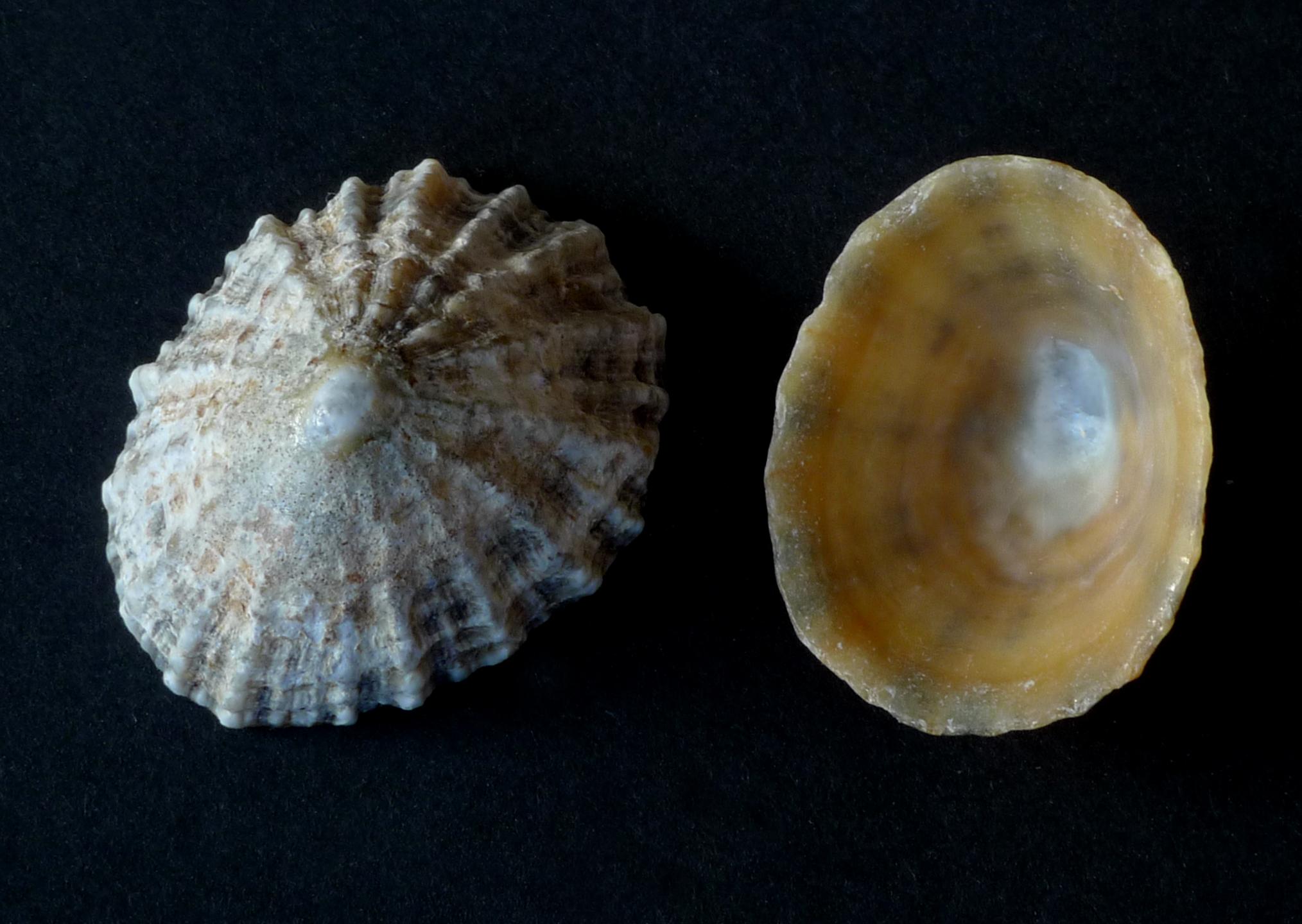
Sommige schelpen zoals Patella vulgata hebben geen mondopening.
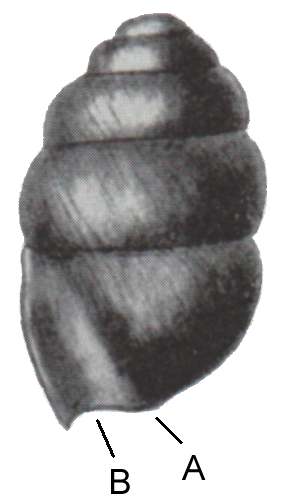
Vertigo moulinsiana met een 'nekrichel' of nekzwelling (A) en een 'nekgroef' of 'nekvore' (B) achter de mondrand
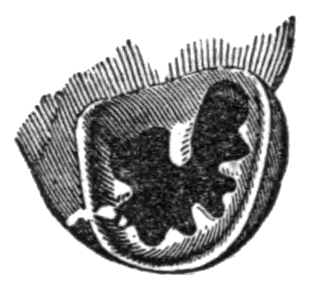
Gastrocopta pentodon met mondbewapening.
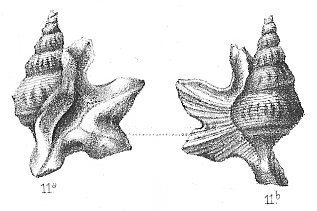
Aporrhais scaldensis, met vleugelvormige uitgroeisels van de mondrand.